# Pistius kanikae
Pistius kanikae là một loài nhện trong họ Thomisidae.
Loài này thuộc chi Pistius. Pistius kanikae được miêu tả năm 1964 bởi Basu.